# Romodan, Lubnî
Romodan (în ucraineană Ромодан) este un sat în comuna Novoorihivka din raionul Lubnî, regiunea Poltava, Ucraina.

## Demografie
Componența lingvistică a localității Romodan
     Ucraineană (96,84%)
     Rusă (2,37%)
     Alte limbi (0,6%)
Conform recensământului din 2001, majoritatea populației localității Romodan era vorbitoare de ucraineană (96,84%), existând în minoritate și vorbitori de rusă (2,37%).